# My Life as a Vlog
«My Life as a Vlog» (укр. «Моє влог-життя») — дванадцята серія тридцять четвертого сезону мультсеріалу «Сімпсони», прем'єра якої відбулась 1 січня 2023 року у США на телеканалі «Fox».
Серія присвячена пам'яті колишнього давнього музичного редактора «Сімпсонів» Кріса Ледезми, який помер 16 грудня 2022 року у віці 64 років.

## Сюжет
Хтось переглядає «YouTube». Глядач обирає відео з каналу «TheSimpsonsFamilyChannel» під назвою «Наш новий дім!!». Сімпсони проводять екскурсію своїм новим маєтком. Переглянувши відео, користувач вводить у рядку пошуку хостинга «Сім'я Сімпсонів, хто?» щоб дізнатися хто такі Сімпсони.
Глядач знаходить відео від продавця Коміксів, який розповідає про те, як Сімпсони прославилися. Відео з виступу Меґґі, на якому Гомер її підбадьорює, стало вірусним, після чого Сімпсони почали набувати популярності. Потім вони запустили канал на «YouTube», присвячений Гомерові та Меґґі. Коли інше відео стало вірусним, «Десятирічний хлопчик після операції на ротовій порожнині під час сімейного співу в машині», стало вірусним, популярність Сімпсонів вибухнула, тож кожен із членів сім'ї запустив власний серіал на YouTube-каналі.
Потім глядач натискає на інше відео Мартіна Принса, в якому той розповідає про вебсеріали, створені Сімпсонами. Мардж почала брати інтерв'ю, під час яких змушувала своїх гостей їсти смажену у фритюрі їжу під назвою. Барт запустив жартівливе шоу під назвою «Загін 'Гуртів», де він бризкав йогуртом на жителів Спрінґфілда. Ліса зняла влог, в яких ходила на місцеві пляжі та прибирала їх.
Однак, одразу ж глядач натискає на інше відео «Темний бік сім'ї Сімпсонів» від «Чарівника істини». Той каже, що Сімпсони — не ті, за кого себе видають. Швидко з’ясовується, що «Чарівник істини» — це Мілгаус, який був оператором і режисером монтажу для відеоблогів Сімпсонів. Потім Мілгаус показує кілька кліпів з чорнових, невідредагованих, відео. Гомер був жахливим і сповненим люті за кадром, «друзі-крутії» Барта були просто оплачуваними Спаклерами, а Ліса насправді мала цілу команду для попереднього забруднення пляжу та «порятунку» тварин.
Якось Гомер знехтував страхом Меґґі заради відео. На іншому відео Ленні, Карл і Мо обговорювали Гомера і те, що Меґґі відмовилася більше знімати відео з Гомером, тому для продовження зйомок Сімпсони зробили фальшиву Меґґі з бутафорії.
Глядач натискає на інше відео, де Сімпсони анонсують, що вони зроблять оголошення. Однак відео переривається професором Фрінком, який говорить, що після цього про Сімпсонів більше не було чутно…
Потім глядач переглядає безліч змовницьких відео на «YouTube» з теоріями чому зникли Сімпсони? Потім глядач натискає відтворює відео шкільних хуліганів, де вони збираються відвідати маєток Сімпсонів. Кілька інших влогерів також знаходять це місце, і всі вони спускаються до будинку, і знаходять Сімпсонів замкненими в кімнаті страху.
У шоу Опли Сімпсони розповідають, що двері кімнати страху були встановлені задом наперед. Тож вони не могли вийти, коли вони зачинилися. Уся сім'я опинилася в кімнаті страху разом і виживала за рахунок спонсорованих продуктів. Протягом часу, проведеного замкненими, без контенту, вони знову зблизилися як родина та подолали розбіжності. Вони також вирішили покинути «YouTube» і припинити відеоблоги.
У фінальній сцені глядачем «YouTube» виявився Джордж Мартін, який скаржиться на те, що змарнував чотири години свого життя.

## Виробництво
Серія майже повністю відбувається в «YouTube». Сюжет розповідається через різні відео хостингу, і глядач (Джордж Мартін) запускає різні відео для отримання повноцінної картини.
Змовницьке відео Патті і Сельми зроблене у жанрі АСМР. За словами співвиконавчої продюсерки Керолін Омайн, для запису реплік Дейв Бетанкур, продакшн-мікшер серіалу, приніс спеціальні мікрофони. Вона також додала: «Як завжди, Джулія (Джулія Кавнер — акторка озвучення Патті і Сельми в оригіналі) сумлінно вивчила посилання на АСМР, які ми їй надіслали (хоча їй здалося це… загадковим)».

## Культурні відсилання та цікаві факти
- Одним із рекомендованих відео є «Найсмішніші моменти О. Джей Сімпсона»[3].
- Однією з «пасхалок» Другої світової війни в однойменному рекомендованому відео є Бетмен[4].
- Титри творчої команди «Сімпсонів» зображено як сповіщення у відео «YouTube»[5].
- В авто Сімпсони (крім Барта) співають пісню «Everybody (Backstreet's Back)» гурту «Backstreet Boys»[6].
- Циклопи Ном-Ном, яких боїться Меґґі — пародія на Посіпак з франшизи «Нікчемний я»[7].
- Захищаючи Гомера словами «Leave Homer Simpson Alone» (укр. Залиште Гомера Сімпсона у спокої) Майк Веґман пародіює мем «Leave Britney Alone» (укр. Залиште Брітні у спокої)[8].
- Під час перебування у бункері Сімпсони грають у «Скрабл», і Барт складає слово «kwyjibo» — це відсилання до серії «Bart the Genius» першого сезону[9].
- Дружина Джорджа Мартіна каже йому працювати над шостою книгою із серії «Пісня льоду й полум'я»[10].

## Ставлення критиків і глядачів
Під час прем'єри серію переглянули 1,02 млн осіб, з рейтингом 0.3.
Тоні Сокол з «Den of Geek» дав серії чотири з п'яти зірок, сказавши:
|  | Серія значно виграє від зміни структури. У кожному кліпі, що розповідає історію, добре представлені другорядні персонажі… Мета-жарти є незмінними акцентами в «Сімпсонах», і вони стимулюють гумор так само, як і зовнішні соціальні коментарі в епізоді. Написана Джессіка Конрад і зрежисована Деббі Махан, серія представляє новий спосіб використання формату кліпів, щоб розповісти історію, і не сповільнюється ні на мить. |

Водночас, Метью Свінґовскі із сайту «Bubbleblabber» оцінив серію на 8/10, сказавши:
|  | Це — це розумна серія, яка у смішний спосіб досліджує моторошні глибини рекомендацій «YouTube». Цьому епізодові вдається залишатися свіжим, порушуючи деякі загальні теми. Майже кожен втрачав кілька годин за один присід, переглядаючи «YouTube», тому було приємно бачити, як «Сімпсони» намагаються пародіювати найкраще (або найгірше), що може запропонувати «YouTube». Серія має недоліки, але це дуже приємний епізод, який демонструє абсурдність деяких творців контенту. |

Згідно з голосуванням на сайті The NoHomers Club більшість фанатів оцінили серію на 4/5 із середньою оцінкою 3,47/5.